# Kelevan
Kelevan ist eine chemische Verbindung aus der Gruppe der Cyclodiene und ein Ethyllävulinsäurederivat des Chlordecons.

## Gewinnung und Darstellung
Kelevan kann durch Kondensation von Chlordecon und Ethyllävulinat gewonnen werden.

## Eigenschaften
Kelevan ist ein weißer Feststoff, der  in Wasser hydrolysiert. Er zersetzt sich bei Erhitzung über 91 °C. Das technische Produkt enthält 94–98 % Kelevan, 0,1–2 % Chlordecon und 0,5–4,0 % anorganische Salze.

## Verwendung
Kelevan wurde als Insektizid (zum Beispiel gegen den Kartoffelkäfer) verwendet. Die Verbindung war in der BRD von 1971 bis 1980 und in der DDR zwischen 1974 und 1981 zugelassen.
Heute sind in den Staaten der EU und in der Schweiz keine Pflanzenschutzmittel mit dem Wirkstoff Kelevan mehr zugelassen.